# Vancouver (Waszyngton)
Vancouver – miasto w Stanach Zjednoczonych, w stanie Waszyngton, nad północnym brzegiem rzeki Kolumbia, w zespole miejskim Portland, stolica hrabstwa Clark. Według danych z 1 kwietnia 2008 roku mieszkało tu 162 400 mieszkańców, co stawiało Vancouver na 4. miejscu pod względem wielkości wśród miast stanu Waszyngton.

## Historia
Tereny dzisiejszego Vancouver były zamieszkane przez plemiona indiańskie, takie jak Czinukowie i Klickitat, których siedzibami były długie, drewniane domy. Miejsce to nazywali oni albo Skit-so-to-ho albo Ala-si-kas, co oznacza ‘ziemia żółwi błotnych’. Pierwszy kontakt z Europejczykami mieli w roku 1775. Po przybyciu tu w 1806 roku ekspedycji Lewisa i Clarka około połowa z zamieszkałych tu Indian umarła w wyniku ospy. W ciągu kolejnych 50 lat populacja tubylców zmniejszała się również w wyniku odry, malarii i grypy.
Meriwether Lewis opisywał tereny dzisiejszego Vancouver jako 'jedyne dobre miejsce do osiedlenia się na zachód od Gór Skalistych’. Pierwszym stałym osiedlem na tym obszarze był Fort Vancouver, założony w 1824 roku, jako przystanek na szlaku handlu futrami przez Kompanię Zatoki Hudsona. Przez pewien czas trwał spór pomiędzy Stanami Zjednoczonymi a Wielką Brytanią o te tereny, zakończony podpisaniem w 1846 roku Traktatu oregońskiego, który przyznawał prawo do kontroli nad tym obszarem USA. Vancouver jako miasto zostało oficjalnie zarejestrowane w 1857 roku.

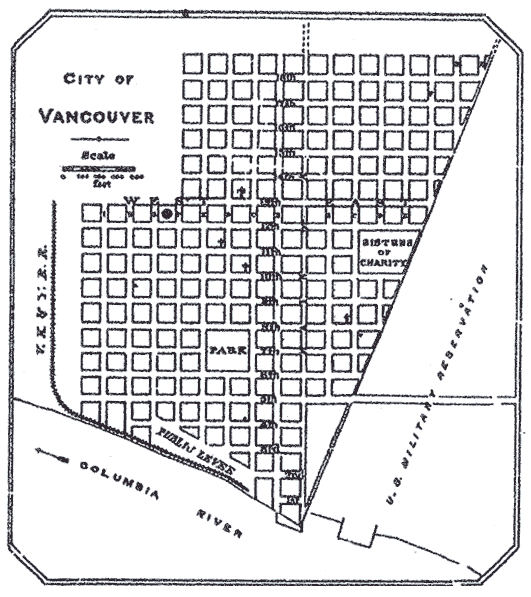
Plan miasta Vancouver z 1888 roku

W wyniku ustaw z lat 1859–1860 Vancouver stało się na krótko stolicą Terytorium Waszyngtonu. Później została ona przeniesiona jednak do Olympii.
Kapitan armii USA (a później także prezydent tegoż kraju) Ulysses Grant służył w Forcie Vancouver przez 15 miesięcy, poczynając od września 1852 roku. Później jednak opuścił to miejsce i zrezygnował z regularnej armii, włączając się w bitwy wojny secesyjnej. Oprócz niego w tutejszym forcie stacjonowali także inni znani generałowie, m.in.: George McClellan, Philip Sheridan, Oliver O. Howard i laureat pokojowej nagrody Nobla z 1953 roku, George Marshall.
W wyniku budowy mostu międzystanowego (Interstate Bridge), zmniejszyło się zapotrzebowanie na promy. Miasto posiadało trzy stocznie, które produkowały statki dla I wojny światowej i II wojny światowej, co przyczyniło się do rozwoju ekonomicznego. W 1940 roku powstała tu huta aluminium firmy Alcoa, czerpiąca energię ze znajdującej się niedaleko tamy Bonneville. Po ataku na Pearl Harbor Henry Kaiser otworzył stocznię wojskową, w której zatrudniono 36.000 ludzi, pracujących 24 godziny na dobę przez 7 dni w tygodniu i produkującą statki transportowe typu Liberty, LST i inne. W wyniku przypływu pracowników stoczni ludność Vancouver wzrosła z 18.000 do ponad 80.000 w ciągu paru miesięcy i zmusiła miasto do utworzenia Vancouver Housing Authority i sześciu nowych dzielnic mieszkalnych: Fruit Valley, Fourth Plain Village, Bagley Downs, Ogden Meadows, Burton Homes i McLoughlin Heights. Zostały one później włączone w granice miasta, w tym samym czasie gdy pobliskie Vanport City w stanie Oregon zostało zniszczone przez powódź z 1948 roku.
Ponad 1/3 mieszkańców zabudowanego regionu miasta Vancouver mieszka w niezorganizowanych miejscowościach na północ od granic miasta, takich jak: Hazell Dell, Felida, Orchards i Salmon Creek. Władze hrabstwa chcą przyłączyć ten obszar do Vancouver, które stałoby się wtedy drugim pod względem wielkości miastem stanu, wyprzedzającym tym samym takie miasta jak Tacoma czy Spokane.

### Modernizacja śródmieścia
W 1997 roku zarząd miasta Vancouver przeznaczył kolejne 15, 20 lat na modernizację i rewitalizację większej części śródmieścia. Pierwsze prace rozpoczęły się na początku 2000 roku, co zobrazowało się jako wybudowanie wielu wysokich bloków mieszkalnych, dookoła parku Esther Short i w dzielnicy Uptown Village. Najbardziej chwaloną inwestycją było skonstruowanie hotelu Hilton przy tym samym parku. Obecnie trwają pracę nad budową nowego centrum handlowego, w co wlicza się także otwarcie lokalnego oddziału Fred Meyer. Planuje się także budowę nowej biblioteki, hotelu Marriott, a także około 250 nowych bloków mieszkalnych. Oprócz tego do planów modernizacyjnych należą także:
- Riverwest – projekt zakładający budowę mieszkań, biur, nowego hotelu i biblioteki;
- The Luxe – budowa sześciopiętrowego budynku mieszkalno – biurowego;
- Waterfront Redevelopment – budowa mieszkań, powierzchni biurowej i obiektów rekreacyjnych;
- Prestige Plaza – budowa sześciopiętrowego budynku mieszkalno – biurowego;
- Columbia river crossing – projekt zakładający budowę nowego, 12 – pasmowego mostu przez rzekę Kolumbia.

## Geografia i klimat
Vancouver położone jest na 45°38′01″N,122°36′11″W. Leży na północnym brzegu rzeki Kolumbia, na zachód od jej kanionu, przecinającego Góry Kaskadowe. Na wschodzie natomiast znajduje się ujście rzeki Willamette do Kolumbii. Z miasta widoczne są najważniejsze szczyty tego regionu: Mount Hood, Mount St. Helens i Mount Adams.
Według United States Census Bureau miasto zajmuje obszar 119,5 km², z czego 110,8 km² to ląd, a 8,7 km² to wody. Wody zajmują więc 7,14% ogólnej powierzchni miasta.
Vancouver położone jest na północ od Portland, więc charakteryzuje się podobnym klimatem. Postrzegane jest jako chłodne miejsce, z lodowatymi deszczami. Zdarzają się poważne uszkodzenia infrastruktury miejskiej. W 1916 roku burza odcięła miasto od dostaw prądu elektrycznego na niemal dwa tygodnie. Deszcze padają tu niezależnie od pory roku, jednak od połowy czerwca do końca września panuje sucha i ciepła pogoda. Duże burze śnieżne są tu rzadkością, lecz częste są małe, lecz długotrwałe opady śniegu. Bliskość rzeki stanowi o dużym zagrożeniu powodziami, lecz jej wody są uregulowane przez tamę niedaleko Celilo Falls. Zdarzają się jednak podtopienia, z których dwa największe miały miejsce w czerwcu 1894 roku i w maju 1948. Majowa powódź zalała tutejsze pirsy i całkowicie zniszczyła pobliskie miasteczko – Vanport.

## Demografia

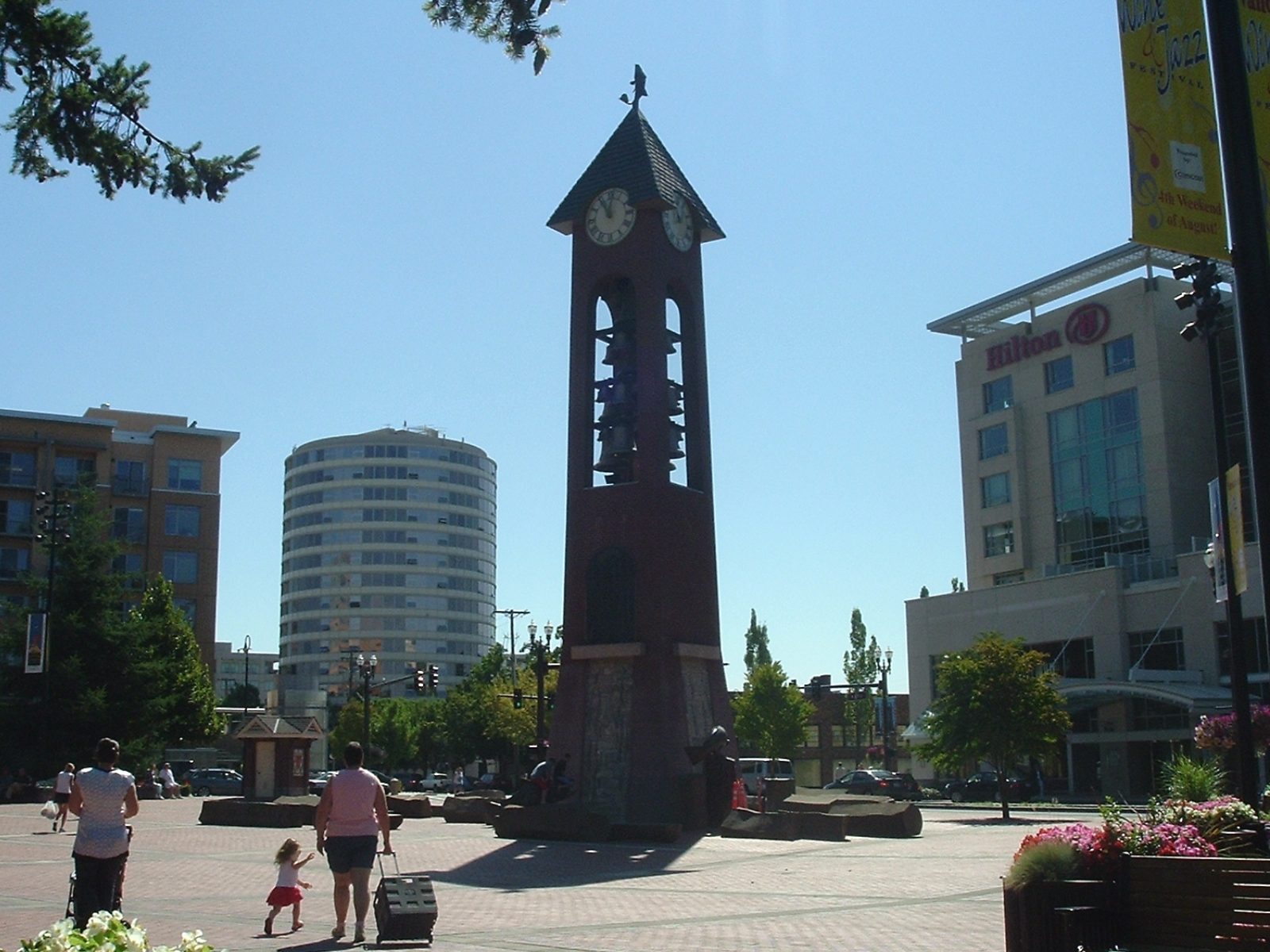
Esther Short Park

Według spisu powszechnego z 2008 roku w Vancouver mieszka 164 000 osób, a w zespole miejskim Portland – Vancouver 2.250.000. Według spisu powszechnego z 2000 roku w Vancouver było 56.628 gospodarstw domowych i 36.298 rodzin. Średnia gęstość zaludnienia wynosi 1.295,4 osoby na km². Skład rasowy miasta przedstawiał się następująco: biali 84,81%, czarni 2,50%, Indianie 0,97%, Azjaci 4,51%, mieszkańcy wysp Pacyfiku 0,54%, inne rasy 2,86%, posiadający cechy dwóch lub więcej ras 3,80%. 6,29% ludności stanowią Latynosi. Ponadto 16,4% ludności jest pochodzenia niemieckiego, 9,2% angielskiego, 8,4% irlandzkiego a 7,9% amerykańskiego. 84,7% ludności posługuje się językiem angielskim, 4,8% językiem hiszpańskim, 2,8% językiem rosyjskim, 1,2% językiem ukraińskim, a 1,0% językiem wietnamskim.
Z 56.628 gospodarstw domowych w 33,4% żyły dzieci poniżej 18 roku życia, w 47,3% żyły małżeństwa, w 12,1% kobiety niezamężne, a w 35,9% ludzie bez rodzin. 27,6% ze wszystkich gospodarstw domowych składało się z osób samotnych, a 8,3% z samotnych ludzi powyżej 65 roku życia. Średnia wielkość gospodarstwa domowego to 2,50 osoby, a średnia wielkość rodziny to 3,06 osób.
W mieście 26,7% mieszkańców miała poniżej 18 lat, 9,8% od 18 do 24 roku życia, 32,1% od 25 do 44, 20,6% od 45 do 64 i 10,7% miało 65 i więcej lat. Średni wiek mieszkańca to 33 lata. Na każde 100 kobiet przypadało 96,9 mężczyzn. Na każde 100 kobiet w wieku 18 lat i powyżej przypadało 93,8 mężczyzn.
Mediana dochodów dla gospodarstwa domowego wynosiła 41.618 $, natomiast mediana dochodów dla rodziny – 47.696 $. Mediana dochodów dla mężczyzn wyniosła 37.306 $, natomiast dla kobiet 26.940 $. Dochody per capita wyniosły 20.192 $ na mieszkańca. 9,4% rodzin i 12,2% całkowitej ludności żyło poniżej granicy ubóstwa, wliczając w to 16,1% ludności poniżej 18 roku życia i 8,2% powyżej 65 lat.

## Gospodarka

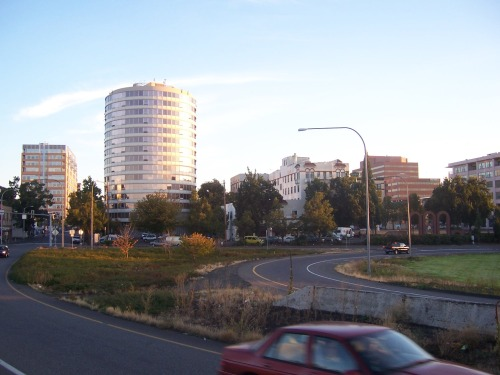
Centralna część Vancouver

Rozwój tutejszej ekonomii był podobny jak w całym regionie. Rdzenni mieszkańcy tych ziem utrzymywali się z połowów łososi i handlu, natomiast Kompania Zatoki Hudsona wprowadziła w regionie handel futrami i leśnictwo. Zaczęto rozwijać również produkcję rolną, nastawioną głównie na własne potrzeby. Handlowano niewielkimi ilościami płodów rolnych, głównie jabłkami, truskawkami i suszonymi śliwkami. W latach 80. XIX wieku zaczęła rozwijać się komunikacja promowa i kiedy uruchomiono przeprawę promową pomiędzy St. Helens w Oregonie a miastem Kalama w stanie Waszyngton, cała zabudowa śródmieścia skupiała się jedynie wzdłuż Washington Street (gdzie przypływały promy). W 1908 roku wybudowano tu obrotowy most kolejowy, co przyczyniło się do rozwoju ekonomicznego miasta i w rezultacie powstania stoczni Standifer podczas I wojny światowej. Do kolejnego boomu gospodarczego przyczyniła się budowa mostu drogowego (Interstate Bridge) i tamy Bonneville. W tym czasie powstała stocznia Kaisera, zakłada produkcji aluminium, należący do korporacji Alcoa i zakłady papiernicze Boise Cascade.
Kiedy wycięto większość okolicznych lasów, a amerykański przemysł ciężki zaczął przeżywać kryzys, gospodarka Vancouver zmieniła swój profil na nowoczesne technologie i usługi, z dużą liczbą dojeżdżających do pracy w Portland. W 2007 roku największymi pracodawcami w hrabstwie Clark były: urzędy rządowe (wliczając w to szkoły) i korporacja Kroger, do której należy sieć supermarketów Fred Meyer. Do listy największych pracodawców zaliczają się również firmy zajmujące się nowoczesnymi technologiami: Hewlett-Packard, TSMC, SEH America i biura pośrednictwa pracy, takie jak Volt Services Group. W Vancouver mieści się ponadto główna siedziba korporacji Nautilus i The Holland.
W śródmieściu znajduje się wiele niezależnych sklepów i firm.
Vancouver staje się coraz bardziej popularne wśród emerytów, głównie ze względu na bliskość Portland i brak podatku dochodowego w stanie Waszyngton.

## Transport
Przez Vancouver poprowadzono dwie autostrady międzystanowe: I-5 i I-205, obydwie biegnące z północy na południe, do Portland. Ponadto przez Vancouver przejechać można dwoma zatłoczonymi autostradami stanowymi. Washington State Route 14 zaczyna swój bieg z I-5 w śródmieściu, po czym kieruje się na wschód. Washington State Route 500 rozpoczyna się z I-5 i 39th Street w północnej części miasta, po czym kieruje się na wschód, łącząc z I-205 i dalej, aż do przedmieścia zwanego Orchards. Trzecia autotostrada stanowa, Washington State Route 501, wyjeżdża z I-5 i kieruje się na zachód, przez śródmieście, a następnie wzdłuż wybrzeża Kolumbii i jeziora Vancouver.
Vancouver posiada port, oddzielony od południa stanem Oregon, a od północy Waszyngton.
Transport publiczny jest obsługiwany przez sieć autobusową C-TRAN, który posiada 135 autobusów i samochodów dostawczych. Większość linii dociera do śródmieścia Portland.
Istnieją plany przedłużenia sieci kolei miejskich MAX Light Rail, obsługujących Portland, do miasta Vancouver. Na razie jednak, najdalej na północ położona stacja znajduje się 2 km na południe od centralnego Vancouver i została wybudowana w 2004 roku na otwarcie Multnomah County Expo Center w północnym Portland.
Vancouver zawsze było dobrze połączone liniami kolejowymi; obecnie w mieście zatrzymują się pociągi BNSF, Union Pacific i lokalnej linii kolejowej Lewis and Clark Railway.
W zachodnim Vancouver znajduje się również stacja narodowego przewoźnika kolejowego – Amtrak. Miasto obsługuje linia Coast Starlight, zapewniająca połączenia z takimi miastami jak Portland, Sacramento, Emeryville (połączenie autobusowe z pobliskim San Francisco) i z Los Angeles. Drugi pociąg tej samej linii kieruje się w stronę północną, do Kelso-Longview, Centralia, Olympia, Tacoma i Seattle. Oprócz Coast Starlight w Vancouver zatrzymują się również pociągi Empire Builder, którymi można dojechać do Portland, Spokane, Grand Forks, Saint Paul i Chicago. Rzadziej zatrzymują się tu natomiast pociągi Amtrak Cascades, których najdalej na północ wysunięta stacja znajduje się w Vancouver w Kolumbii Brytyjskiej, a na południe w Eugene w stanie Oregon.
Pearson Field, zlokalizowany niedaleko śródmieścia Vancouver, jest głównym portem lotniczym obsługującym to miasto. Obsługuje on głównie awionetki. Większym portem, zlokalizowanym niedaleko Vancouver, jest Port lotniczy Portland.

## Edukacja

### Szkoły publiczne

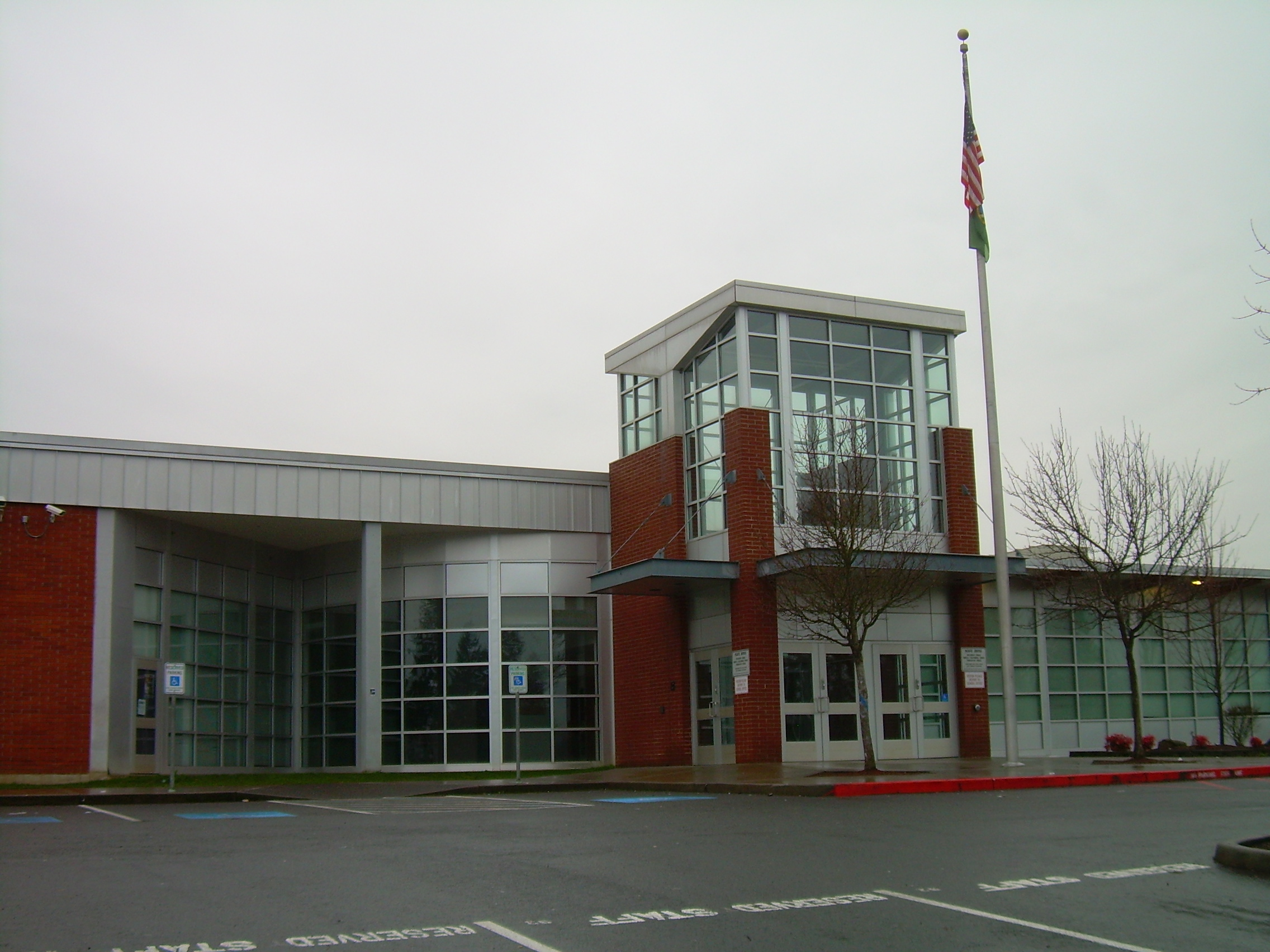
Columbia River High School, jedna ze szkół średnich w mieście

Edukacją na terenie Vancouver zajmują się dwie instytucje edukacyjne.
Do Vancouver Public Schools należy większość zachodniej części miasta i posiada ona sześć szkół licealnych: Hudson’s Bay High School, Columbia River High School, Fort Vancouver High School, Lewis and Clark High School, Skyview High School i Vancouver School of Arts and Academics (klasy 6 – 12). Ponadto na tym terenie powstało również sześć szkół poziomu gimnazjalnego: Alki Middle School, Discovery Middle School, Gaiser Middle School, Jason Lee Middle School, Thomas Jefferson Middle School i McLoughlin Middle School.
Do Evergreen Public Schools należy natomiast wschodnia część miasta i kolejne sześć szkół licealnych: Evergreen High School, Mountain View High School, Heritage High School, Union High School, Legacy High School i Vo-tech Skills Center. Ta instytucja edukacyjna nadzoruje także pięć szkół poziomu gimnazjalnego: Covington Middle School, Cascade Middle School, Frontier Middle School, Pacific Middle School, Wy’East Middle School i Shahala Middle School.
W Vancover mieści się również stanowa szkoła dla głuchoniemych i niewidomych.

### Szkolnictwo wyższe
- Clark College (dwuletni)
- Washington State University, Vancouver

## Lokalne media
Vancouver jest położone w regionie medialnym Portland. Obsługiwany jest przez następujące gazety:

### Prasa
- The Columbian – lokalny dziennik, dla Vancouver i hrabstwa Clark;
- The Oregonian – największy dziennik w Portland;
- The Vancouver Business Journal – lokalne wiadomości biznesowe;
- The Vancouver Voice – niezależna gazeta dla południowo-zachodniego Waszyngtonu.

## Architektura
W wyniku swojej dość długiej historii w Vancouver znaleźć można budynki z różnych epok: od domów w stylu wiktoriańskim po bungalowy w stylu craftsman w śródmieściu, przez małe tract-house’y i ranch-style z czasów drugiej wojny światowej w dzielnicach okalających centrum, aż po budownictwo w stylu McMansion na obrzeżach miasta. Oprócz zrekonstruowanego Fortu Vancouver (objętego ochroną w Fort Vancouver National Historic Site) samo miasto zostało wpisane na listę narodowych zabytków (National Register of Historic Places) i zostało określone w 2003 roku jako miasto z tuzinem charakterystycznych atrakcji.
Najbardziej charakterystycznymi budowlami w Vancouver są:

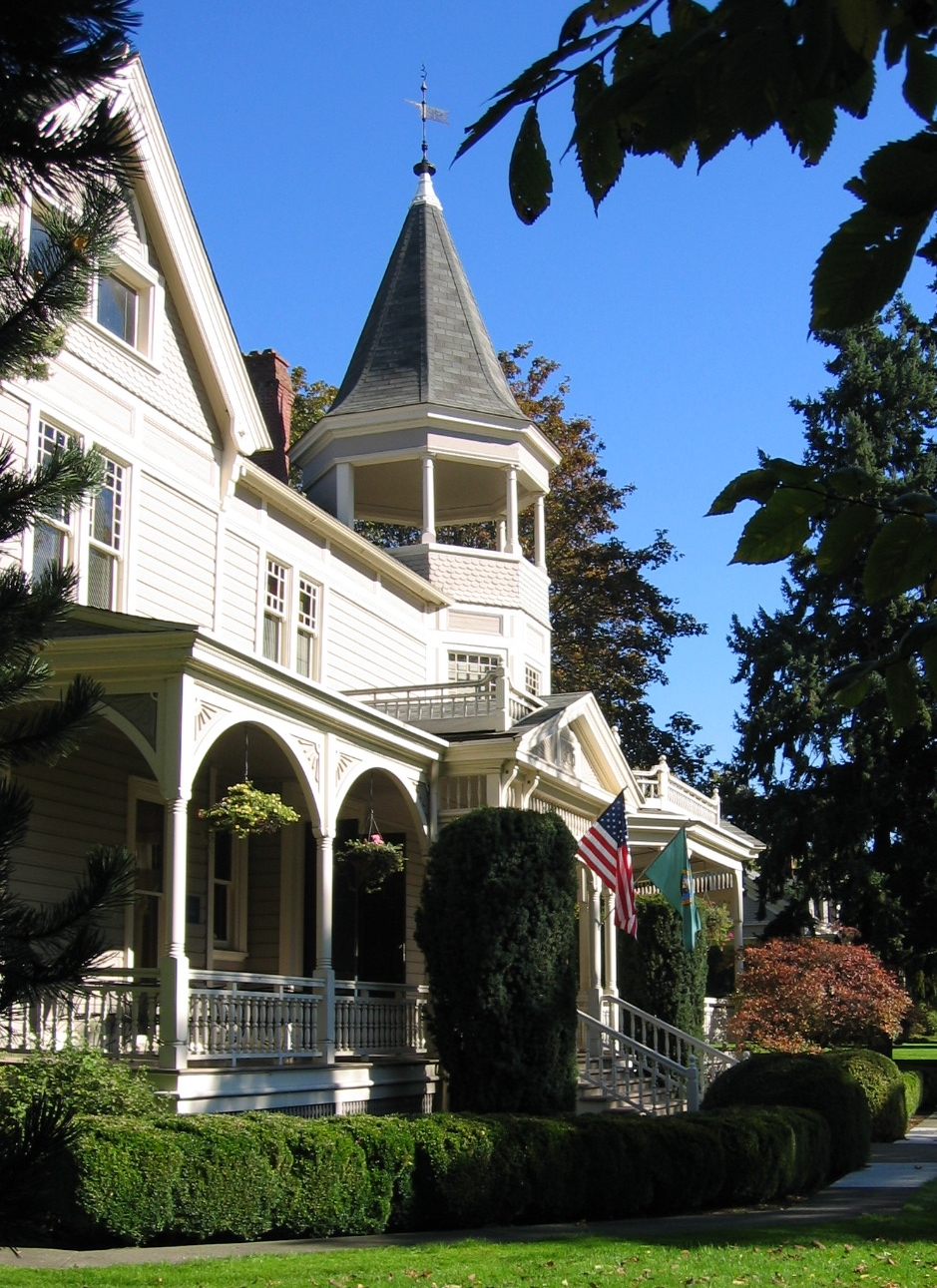
Officers Row, jedna z zabytkowych budowli w Vancouver

- The Covington House – szkoła z internatem, o konstrukcji wieńcowej, zbudowana około 1848 roku;
- Officers Row i zbudowany w stylu Queen Anne Marshall House;
- Mother Joseph’s Province Academy, zbudowany w 1868 roku;
- Kościół Saint James (pierwotnie część diecezji Quebec), gdzie pierwsza katolicka msza odbyła się w 1885 roku;
- Biblioteka Carnegie, otwarta podczas sylwestra w 1909 roku;
- Budynek U.S. National Bank (obecnie budynek zabytkowy), powstały w 1914 roku w stylu szkoły chicagowskiej;
- Budynek poczty z 1916 roku;
- Podnoszony most międzystanowy (Interstate Bridge), otwarty w 1917 roku;
- Centrala telefoniczna w stylu art déco z 1935 roku;
- Sąd hrabstwa Clark z 1941 roku, zaprojektowany przez lokalnego architekta Daya Hillborna;
- Smith Tower, budynek mieszkalny dla osób starszych w centrum, z 1965 roku;
- Hotel Hilton, zbudowany w pobliżu parku Esther Short.

Oprócz tych budowli należy wymienić także The Slocum House (z 1867 roku), willa w stylu włoskim, wybudowana oryginalnie niedaleko parku Esther Short, lecz przeniesiona na jego teren w 1966 roku i będąca siedzibą teatru.

## Miasta partnerskie
- Joyo, Japonia
- Arequipa, Peru

Źródło:

## Znane osobistości
- Shalon Baker (ur. 1973) – footbolista;
- Michael Barratt (ur. 1959) – astronauta;
- Greg Biffle (ur. 1969) – kierowca sportowy;
- Jim Dunn (ur. 1942) – polityk;
- Tina Ellertson (ur. 1982) – piłkarka;
- Ed Herman (ur. 1980) – mieszane sztuki walki;
- Karen Kingsbury (ur. 1988) – pisarka;
- Lars Larson (ur. 1959) – reprezenter radiowy;
- C.S. Lee (ur. 1971) – aktor.